# Gerardo Miranda
Gerardo Miranda Concepción (Nouakchott, 1956. november 16. –) válogatott spanyol labdarúgó, hátvéd.

## Pályafutása

### Klubcsapatban
1974 és 1976 között a Las Palmas B-csapatában szerepelt. 1976 és 1981 között a Las Palmas, 1981 és 1988 között a Barcelona labdarúgója volt. 1988 és 1990 között a Las Palmas együttesében fejezte be az aktív játékot.
A Barcelonával egy spanyol bajnoki címet és két kupagyőzelmet ért el. Tagja volt az 1981–82-es idényben KEK-győztes és az 1984–85-ös idényben BEK-döntős csapatnak.

### A válogatottban
1981 és 1985 között kilenc alkalommal szerepelt a spanyol válogatottban.

## Sikerei, díjai
FC Barcelona
- Spanyol bajnokság (La Liga)
  - bajnok: 1984–85
- Spanyol kupa (Copa del Rey)
  - győztes (2): 1983, 1978
- Spanyol szuperkupa (Supercopa de España)
  - győztes: 1983
- Spanyol ligakupa (Copa de la Liga)
  - győztes (2): 1983, 1986
- Bajnokcsapatok Európa-kupája (BEK)
  - döntős: 1985–86
- Kupagyőztesek Európa-kupája (KEK)
  - győztes: 1981–82